# یووان مارکوسکی
یووان مارکوسکی (صربی: Jovan Markoski؛ زادهٔ ۲۳ ژوئن ۱۹۸۰) بازیکن فوتبال اهل صربستان است.
از باشگاه‌هایی که در آن بازی کرده‌است می‌توان به باشگاه فوتبال فورسکلا پولتاوا و باشگاه فوتبال ستاره سرخ بلگراد اشاره کرد.
وی همچنین در تیم‌های ملی فوتبال زیر ۲۱ سال صربستان، یوفا، و صربستان و مونته‌نگرو بازی کرده‌است.